# 竹内僚
竹内　僚（たけうち りょう、1979年〈昭和54年〉10月14日 - ）は、日本の実業者で、合同会社七海交易社長。2006年にブート・ジョロキアがインド・バングラデシュにて発見されたのをきっかけに、唐辛子加工会社をバングラデシュに設立。世界で初めてブート・ジョロキア粉末の商品化に成功。
現在、第一工場を神奈川県相模原市に、第二工場を山梨県大月市に構え、ギネス認定世界一辛い唐辛子キャロライナ・リーパー等、様々な激辛唐辛子の栽培から加工まで手掛ける。
あだ名は「辛抱王子」。座右の銘「心頭滅却すれば火もまた涼し」。

## 経歴
1979年10月14日東京都多摩市に誕生。

## 商品

### バングラデシュ産
現地にて毎年１トンの激辛唐辛子粉末を生産。
日本の厳しい食品基準を満たし、主に企業向けに販売。

#### 自社ブランド
・りょう君のジョロキア一味
・りょう君のジョロキア七味
・りょう君のキャロライナ一味
・りょう君のキャロライナ七味

### 国産
富山県、神奈川県、山梨県にて栽培。
加工は山梨県大月市の第二工場、充填は神奈川県相模原市の第一工場にて行う。
企業へ販売の他、自社販売国産ブランド「唐辛子ランド」を展開。

#### 自社ブランド
６種類の激辛唐辛子が可愛いキャラクターになっている。
キャロライナ・リーパー　→きゃろりーぱ
スコーピオン・ブッチ・テイラー　→すこぴん兄
スコーピオン・モルガ　→すこぴん弟
ブット・ジョロキア　→じょろっきー
ハバネロ　→はばにゃろ
黄金　→おーごん
・きゃろりーぱ一味
・きゃろりーぱ七味
・すこぴん兄一味
・すこぴん弟一味
・じょろっきー一味
・はばにゃろ一味
・おーごん一味

## 著書
- バングラデシュ唐辛子紀行
- 会話重視!ベンガリを話そう (CD、ローマ字発音付き)
- 単語帳 ベンガリを覚えよう
- バングラ人もびっくり!超簡単ベンガル語学習

## メディア
- 世界の果ての日本人
- グッと！地球便
- アップデート大学
- 激レアさんを連れてきた
- かながわ旬彩ナビ
- 有吉のお金発見　突撃カネオくん
- あなたの代わりに見てきます!リア突WEST